# Pachycereus
Pachycereus (A.Berger) Britton & Rose, 1909 è un genere di piante succulente appartenente alla famiglia delle Cactacee.

## Etimologia
Il suo nome deriva dal greco pachys (grosso) unito a cereus

## Descrizione
Sviluppa un tronco diritto molto ramificato e di forma cilindrica che presenta varie costolature, con areole spinose. La pianta comincia a produrre fiori - che sbocciano solo di notte, in tarda primavera o inizio estate - dopo 6/15 anni di vita.

## Tassonomia
Comprende le seguenti specie:
- Pachycereus eichlamii (Britton & Rose) D.R.Hunt
- Pachycereus grandis Rose
- Pachycereus pecten-aboriginum (Engelm. ex S.Watson) Britton & Rose
- Pachycereus pringlei (S.Watson) Britton & Rose
- Pachycereus tepamo Gama & S.Arias
- Pachycereus weberi (J.M.Coult.) Backeb.

## Coltivazione
La sua coltivazione richiede una terra concimata aggiunta a sabbia per ottenere un buon drenaggio. Nei climi più miti le pachycereus possono essere coltivate all'esterno in posizione assolata, le annaffiature in estate andranno fatte solo quando la terra si presenterà asciutta mentre in inverno andranno sospese e la temperatura non dovrà essere inferiore a circa 7 °C. (anche se sopporta temperature inferiori per brevi periodi) e le annaffiature sospese del tutto.
La moltiplicazione avviene quasi esclusivamente per talea dato che per seme la crescita è troppo lenta. La talea avviene staccando un ramo poi messo a radicare in sabbia; occorre che il punto del taglio sia stato fatto prima ben asciugare fino a formare una patina protettiva.